# Ulica św. Marcina we Wrocławiu

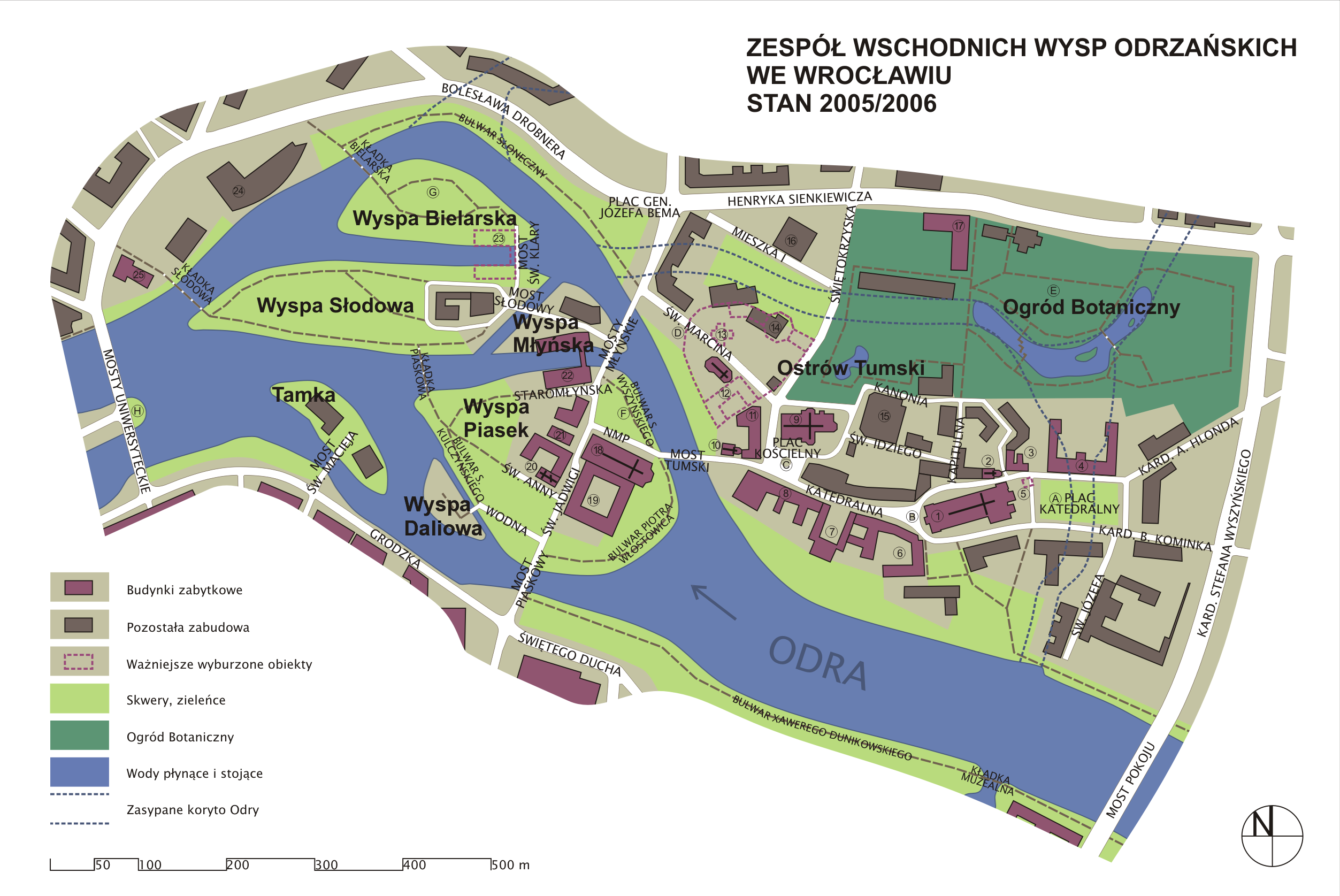
Zespół wschodnich wysp wrocławskich.

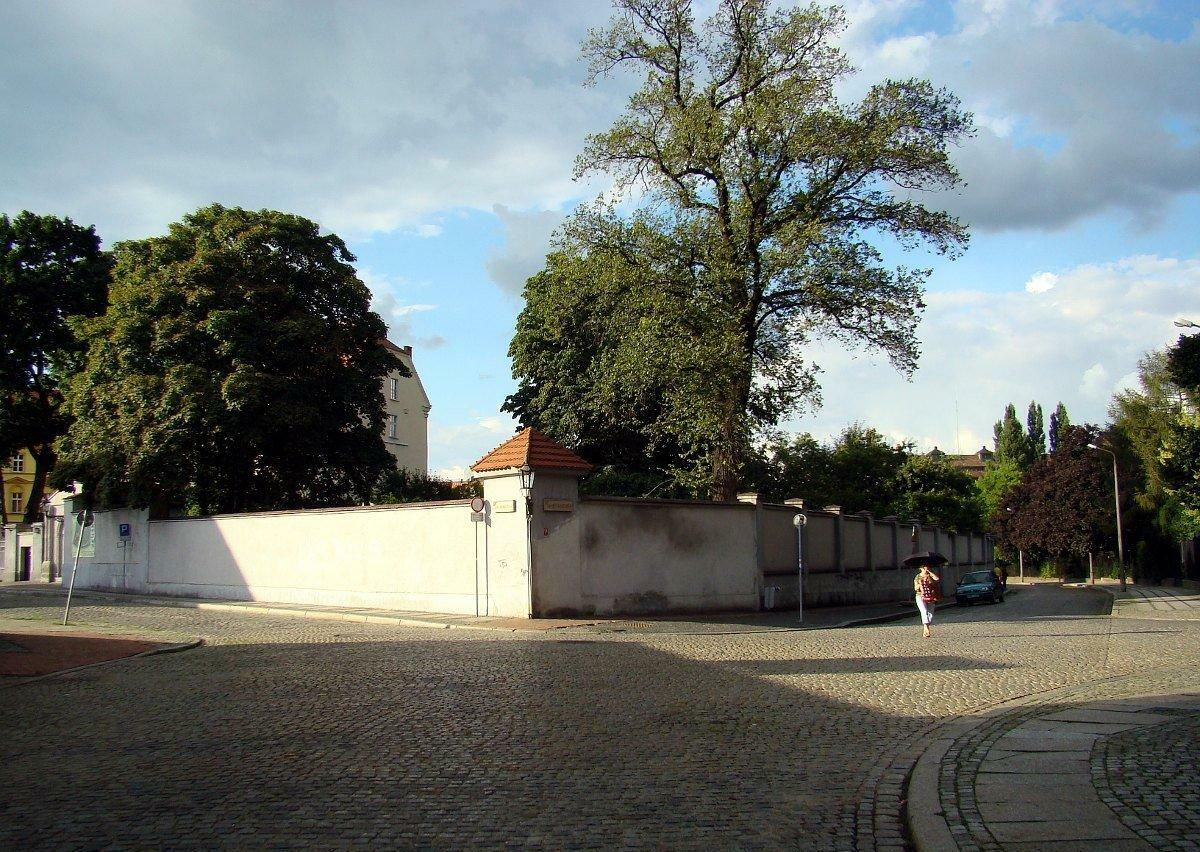
Skrzyżowanie z pl. Kościelnym i ul. Świętokrzyską.

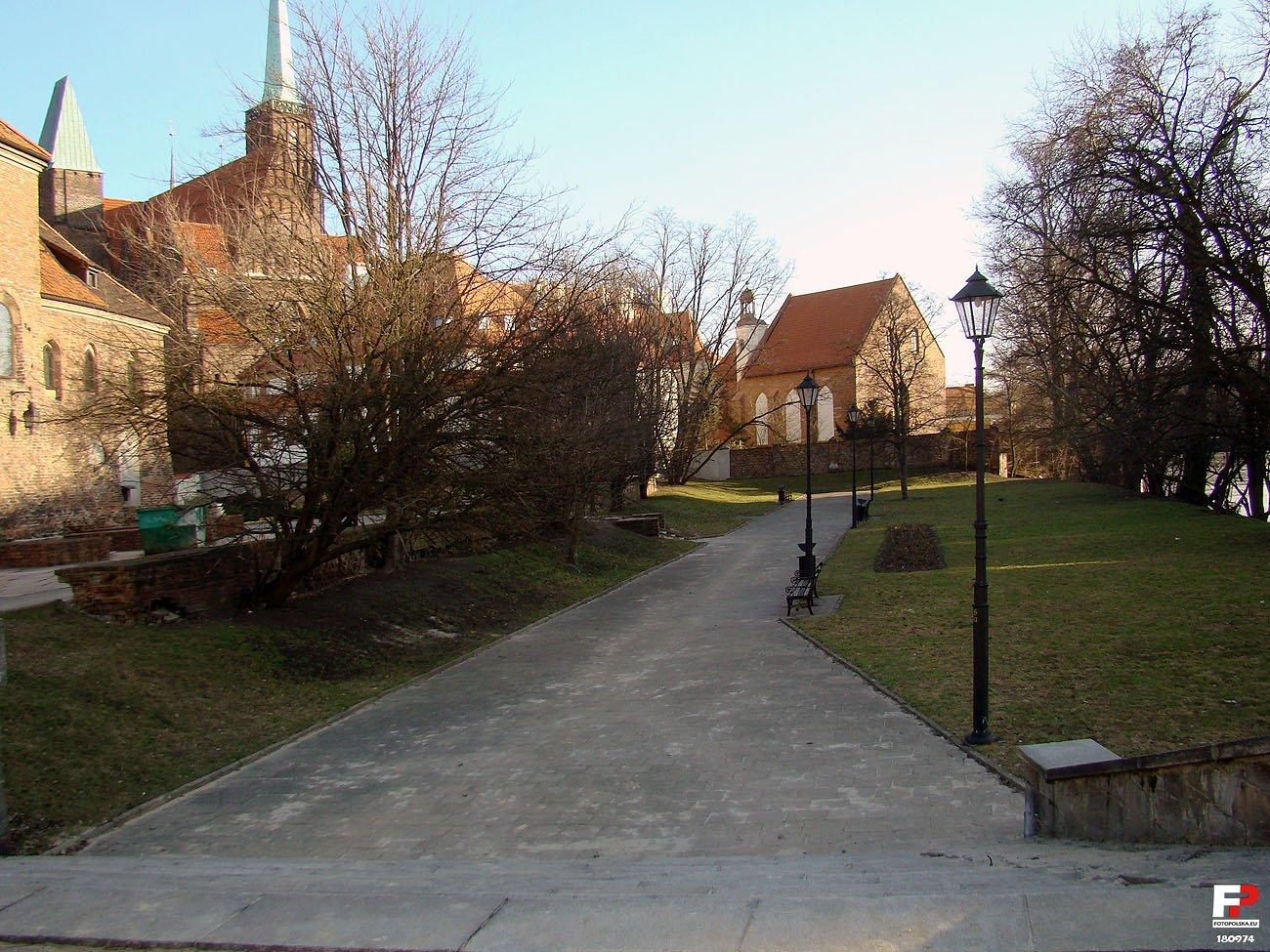
Bulwar Zienkiewicza.

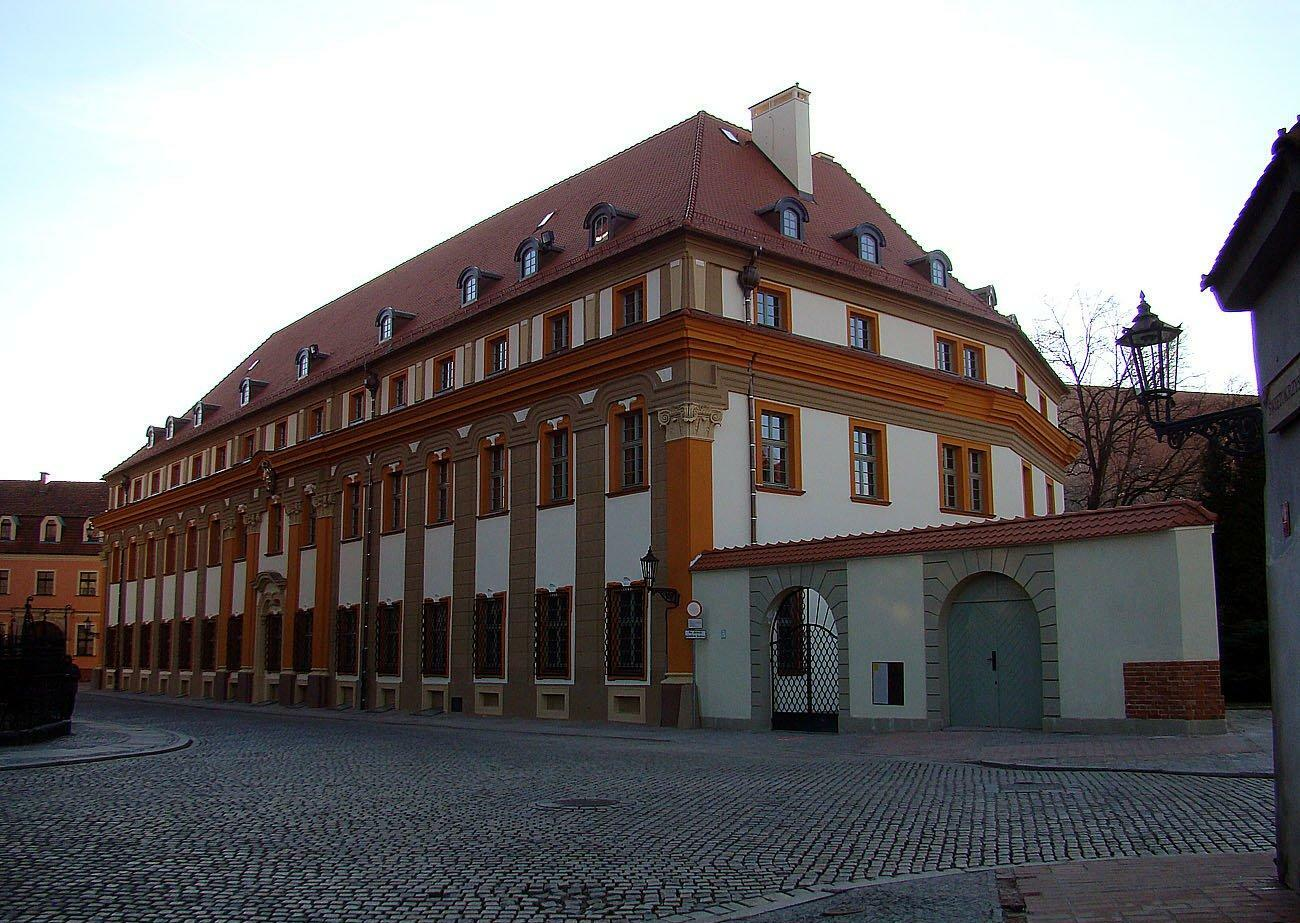
Koniec ulicy i budynek Orphanotropheum.

Ulica Świętego Marcina (Martinistrasse) – ulica położona we Wrocławiu na Ostrowie Tumskim, na osiedlu Stare Miasto  (obręb ewidencyjny Plac Grunwaldzki), w dawnej dzielnicy Śródmieście. Łączy plac Józefa Bema z placem Kościelnym.

## Historia
W miejscu dzisiejszej ulicy Świętego Marcina w części zachodniej położony był Zamek na Ostrowie Tumskim, a po wschodniej stronie Gród na Ostrowie Tumskim. Oba obiekty rozdzielone były murem. Około X-XI wieku powstała tu kaplica św. Marcina, późniejszy kościół. Późniejsze przeobrażenia w zabudowie tego obszaru obejmowały przede wszystkim w rejonie placu Kościelnego wykorzystanie rozciągających się tu terenów dla potrzeb kurii kanonicznych kapituły świętokrzyskiej. W 1376 roku kapituła zmuszona była wyburzyć część zabudowy aby umożliwić komunikację Ostrowa Tumskiego z zamkiem i brzegiem rzeki Odra. Później powstał mur wokół kapituły, który został rozebrany na początku XVIII wieku. W latach 1702–1715 w miejscu mansjonarii świętokrzyskiej zbudowano budynek sierocińca – Orphanotropheum. Po sekularyzacji mienia dokonanej w 1810 r. i zniesieniu kapituły świętokrzyskiej, w XIX wieku powstawała tu zabudowa użyteczności publicznej, w tym Instytut Głuchoniemych, Konsystorz biskupi, szkoła żeńska, szpital dziecięcy, Instytut Ociemniałych, następnie uniwersytecki Instytut Geografii. Wybudowano tu także w 1815 r. gmach Zjednoczonej Loży Wolnomularskiej. Natomiast w części zachodniej w miejscu dawnego zamku rozpościerały się ogrody.
Historia ulicy  rozpoczyna się w latach 1885–1887, kiedy to po wyburzeniu gmachu Zjednoczonej Loży Wolnomularskiej, została wytyczona, jako połączenie Ostrowa Tumskiego z placu Kościelnego w kierunku obecnego placu Józefa Bema. Sam plac z którym łączy się ulica wytyczono w 1885 roku po wybudowaniu w tym właśnie roku Mostów Młyńskich. W tym czasie również w miejscu dawnych ogrodów w latach 1886–1888 obustronnie zabudowano ulicę kamienicami czynszowymi.
W wyniku działań wojennych podczas oblężenia Wrocławia w 1945 r. większość zabudowy uległa znacznym uszkodzeniom. Jej pozostałości zostały rozebrane z wyjątkiem kamienic pod numerami 2 i 4. Odbudowano także kaplicę, szpital oraz dawną szkołę, równocześnie eksponując zabudowę średniowieczną. Prace badawcze i konserwatorskie prowadzono w latach 1949–1974. W ich wyniku między innymi wyeksponowano część reliktu fundamentów budowli pałacowej, a pozostałe z reliktów dawnego zamku pozostały pod powierzchnią ziemi (ogród przy klasztorze) lub jako części innych budynków (klasztor). W 1968 zbudowano pomnik Jana XXIII.

## Nazwa
W swojej historii ulica nosiła następujące nazwy własne:
- Martinistrasse do 1945 r.[1]
- Świętego Marcina od 1945 r.[1][3]

Nazwa współczesna została nadana przez Zarząd Miejski i ogłoszona w okólniku nr 94 z 20.12.1945 r.. Nazwy te nawiązują do położonej przy ulicy kaplicy św. Marcina (obecnie kościół). Analogiczną nazwę nosił wcześniej bulwar położony przy nabrzeżu Odry położony za ww. kościołem – bulwar św. Marcina (obecnie nazwa ta została zmieniona).

## Układ drogowy
Do ulicy przypisana jest droga gminna o długości 182 m.
Ulice i place łączące się z ulicą Świętego Marcina:
- Plac Józefa Bema[3][4][19][12]
- Ulica Świętej Jadwigi przez położone w jej ciągu Mosty Młyńskie[4][20][21][22][23]
- Bulwar Słoneczny[24][25][26]
- Bulwar ks. Aleksandra Zienkiewicza (pop. Bulwar Świętego Marcina)[26][27][17]
- Plac Kościelny[3][4][28]
- Ulica Świętokrzyska[4][29][30].

Dla ulicy od posesji numer 4 przewidziano funkcję pieszą z dopuszczeniem dojazdu do położonych tu nieruchomości dla ich użytkowników, pojazdów specjalnych i dostawczych. Na krótkim początkowym odcinku ulica jest klasy dojazdowej.

## Zabudowa i zagospodarowanie
Po północno-wschodniej stronie ulicy znajduje się kwartał zabudowy obejmujący po zachodniej stronie ciągłą zabudowę mieszkalno-usługową w postaci kamienic z końca XIX wieku, biegnącą od ulicy Mieszka I i Henryka Sienkiewicza, przez plac Józefa Bema, a kończącej się dwiema kamienicami przy ulicy Świętego Marcina, natomiast po stronie wschodniej ogrodzony teren Domu Pomocy Społecznej i klasztoru, zajmujące obszar od ulicy Mieszka I i Świętokrzyskiej do ulicy Świętego Marcina.
Po południowo-zachodniej stronie ulicy rozpościera się otwarty teren nad ramieniem Odry (Odra Północna), wzdłuż którego biegnie bulwar, usytuowano pomnik papieża Jana XXIII, dalej znajduje się kościół św. Marcina, a za nim pozostałości murów obronnych, natomiast na wschodnim krańcu znajduje się budynek Centrum Duszpasterskiego Archidiecezji Wrocławskiej (dawne Orphanotropheum), zajmujący obszar od ulicy Katedralnej i placu Kościelnego do ulicy Świętego Marcina.

## Ochrona i zabytki
Obszar, na którym położona jest ulica Świętego Marcina, podlega ochronie w ramach zespołu urbanistycznego Ostrowa Tumskiego i wysp: Piaskowej, Bielarskiej, Słodowej i Tumskiej, wpisanego do rejestru zabytków pod nr rej.: 195 z 15.02.1962 r. oraz A/678/213 z 12.05.1967 r.. Inną formą ochrony tych obszarów jest ustanowienie historycznego centrum miasta, w nieco szerszym obszarowo zakresie niż wyżej wskazany zespół urbanistyczny, jako pomnik historii  . Samo miasto włączyło ten obszar jako cenny i wymagający ochrony do Parku Kulturowego "Stare Miasto", który zakłada ochronę krajobrazu kulturowego oraz uporządkowanie, zachowanie i właściwe kształtowanie krajobrazu kulturowego i historycznego charakteru najstarszej części miasta . Miejscowy plan zagospodarowania przestrzennego przypisuje poszczególnym obszarom przylegającym do ulicy Świętego Marcina różne oceny wartości kulturowej i krajobrazowej oraz różne stopnie ochrony tych terenów. Jako najcenniejsze określa się obszary w rejonie Placu Kościelnego, gdzie znajdują się podlegające ochronie zabytki: stanowiący dominantę kościół (kolegiata) i budynek dawnego sierocińca. Dalsze tereny podlegają szczególnej ochronie pod względem wymogów dotyczących badań archeologicznych, w tym szczególnie obszar dawnego Zamku Piastowskiego. Ochronie podlega również oś widokowa wzdłuż całej długości ulicy, ze szczególnym wskazaniem kościoła św. Marcina i pomnika, oraz panorama widokowa z bulwaru na Wyspę Piasek, gdzie można podziwiać północną fasadę kościoła Najświętszej Marii Panny, Most Tumski i Mosty Młyńskie. Taka sama ochrona zachowania panoramy widokowej dotyczy z kolei widoku z Wyspy Piasek i położonego tam wzdłuż nabrzeża rzeki Bulwaru ard. Stefana Wyszyńskiego, w kierunku ulicy Świętego Maricna i położonego tu kościoła św. Marcina i pomnika Jana XXIII.
Przy ulicy i w najbliższym sąsiedztwie znajdują się następujące zabytki:
| nr                   | obiekt | powstanie | nr rej.                                                   | foto |
| -------------------- | --- | --- | --------------------------------------------------------- | ---- |
| ul. Świętej Jadwigi  | | |                                                           |      |
| n.d.                 | Most Młyński tzw. północny na skrzyżowaniu kierunek południowy | 1885 r., remont l. 2011-2012 | A/1650/329/Wm z dn. 15.10.1976                            |      |
| pl. Józefa Bema      | | |                                                           |      |
| 2                    | Kamienica z usługowym przyziemiem pierzeja północno-wschodnia | l. 1860-1870; pocz. XX w. | mpzp, GEZ                                                 |      |
| 3                    | Kamienica pierzeja północno-wschodnia | l. 1860-1870; pocz. XX w. | mpzp, GEZ                                                 |      |
| ul. Świętego Marcina | | |                                                           |      |
| 2                    | Kamienica pierzeja północno-wschodnia | ok. 1890 r. | mpzp, GEZ                                                 |      |
| 4                    | Kamienica pierzeja północno-wschodnia | ok. 1895 r. | mpzp, GEZ                                                 |      |
| 10                   | Sierociniec Fundacji "ad Matrem Dolorosam", ob. Dom Pomocy Społecznej im. Świętej Rodziny Zgromadzenia Sióstr Najświętszej Rodziny z Nazaretu, w tym: - budynek Zakładu Opieki Zgromadzenia Najświętszej Rodziny z Nazaretu - kaplica - dom - ogród klasztorny (teren d. zamku książęcego) pierzeja północno-wschodnia, za murem ogrodu                                                                     | 2 poł. XIII w. (fundamenty – mur obronny), 1834 r.                                                                                                  | A/1401/541/Wm z dn. 01.12.1994                            |      |
| 10                   | Ogród p/ Sierocińcu Fundacji "ad Matrem Dolorosam", ob. p/Domu Pomocy Społecznej im. Świętej Rodziny Zgromadzenia Sióstr Najświętszej Rodziny z Nazaretu pierzeja północno-wschodnia, za murem ogrodu | XIX/XX w. | mpzp, GEZ                                                 |      |
| 12                   | Relikty części północnej Zamku Piastowskiego z domem zakonny Zgromadzenia Sióstr Szkolnych De Notre Dame oraz z budynkiem szkolnym (Liceum św. Anny 1891), ob. klasztor Zgromadzenia Sióstr Szkolnych De Notre Dame i Dom Gościnny, w tym 1) budynek i ruiny z pozostałościami zamku piastowskiego 2) pomieszczenie gotyckie – pozostałość zamku piastowskiego pierzeja północno-wschodnia, za murem ogrodu | XIII, XIV, XVIII, dobudowa skrzydła w 1891 r. (proj. J. Ebers), XX w. (1. XIV-XV, 2. XV w.                                                          | 1) 143 (?) z 4.11.1968 oraz 2) A/5348/93 z dn. 04.11.1968 |      |
| 67-68                | Kaplica zamkowa w zespole Zamku Piastowskiego, ob. rektoralny kościół rzym.-kat. pw. św. Marcina (parafia św. Krzyża) pierzeja południowo-zachodnia | 1275-1285, XV w., l. 1958-1969 (odbudowa) (XIII, 1958-68)                                                                                           | 5 z 26.11.1947 oraz A/428/81 z 6.02.1962                  |      |
| n.d.                 | Relikty murów obronnych Zamku Piastowskiego pierzeja południowo-zachodnia, za kaplicą | 2 poł. XIII w., 1968 r. (odsłonięcie, cz. rekonstrukcja)                                                                                            | mpzp, GEZ                                                 |      |
| n.d.                 | pomnik Papieża Jana XXIII pierzeja południowo-zachodnia | 1968 r. | mpzp                                                      |      |
| ul. Katedralna       | | |                                                           |      |
| 4                    | Orphanotropheum, Sierociniec dla katolickich dzieci pochodzenia szlacheckiego, ob. Centrum Duszpasterskie Archidiecezji Wrocławskiej pierzeja południowo-zachodnia | l. 1702-1715, po 1791 r., l. 1946-1954, l. 1970-1972, po 2000 r (pocz. XVIII, po 1945)                                                              | 90 z 29.03.1949 oraz A/2891/46 z dn. 25.01.1962           |      |
| pl. Kościelny        | | |                                                           |      |
| 1                    | Kolegiata św. Krzyża, obecnie kościół św. Krzyża (górny) i św. Bartłomieja (dolny) zamykający oś widokową w kierunku południowo-wschodnim | 1288, ok. 1320 – ok. 1385, 1484 (hełm wieży), XVII, I poł. XVIII, 1809, XIX i l. 20. XX (wnętrza); odbudowa l. 1946-1950, l. 1956-1957 (XII-XIV w.) | 7 z 26.11.1947 oraz A/5256/44 z dn. 25.01.1962            |      |